# تیلاکتاز
تیلاکتاز
رده درمانی: مکملهای غذایی
اشکال دارویی: قرص

## موارد مصرف
قرص لاکتاز در درمان عدم تحمل لاکتوز مصرف میشود. برخی افراد به صورت ژنتیکی فاقد آنزیم لاکتاز در روده برای هضم لاکتوز هستند یا سطح آنزیم لاکتازشان پایین است. لاکتوز قند اصلی شیر است و این افراد پس از مصرف شیر و لبنیات دچار مشکلات گوارشی مانند سوء جذب و اسهال میشوند. البته درمان اصلی این بیماری رعایت رژیم غذایی فاقد لاکتاز است.

## مکانیسم اثر
این قرص جبران کمبود آنزیم لاکتاز در پرزهای روده را مینماید.